# Leven op Venus

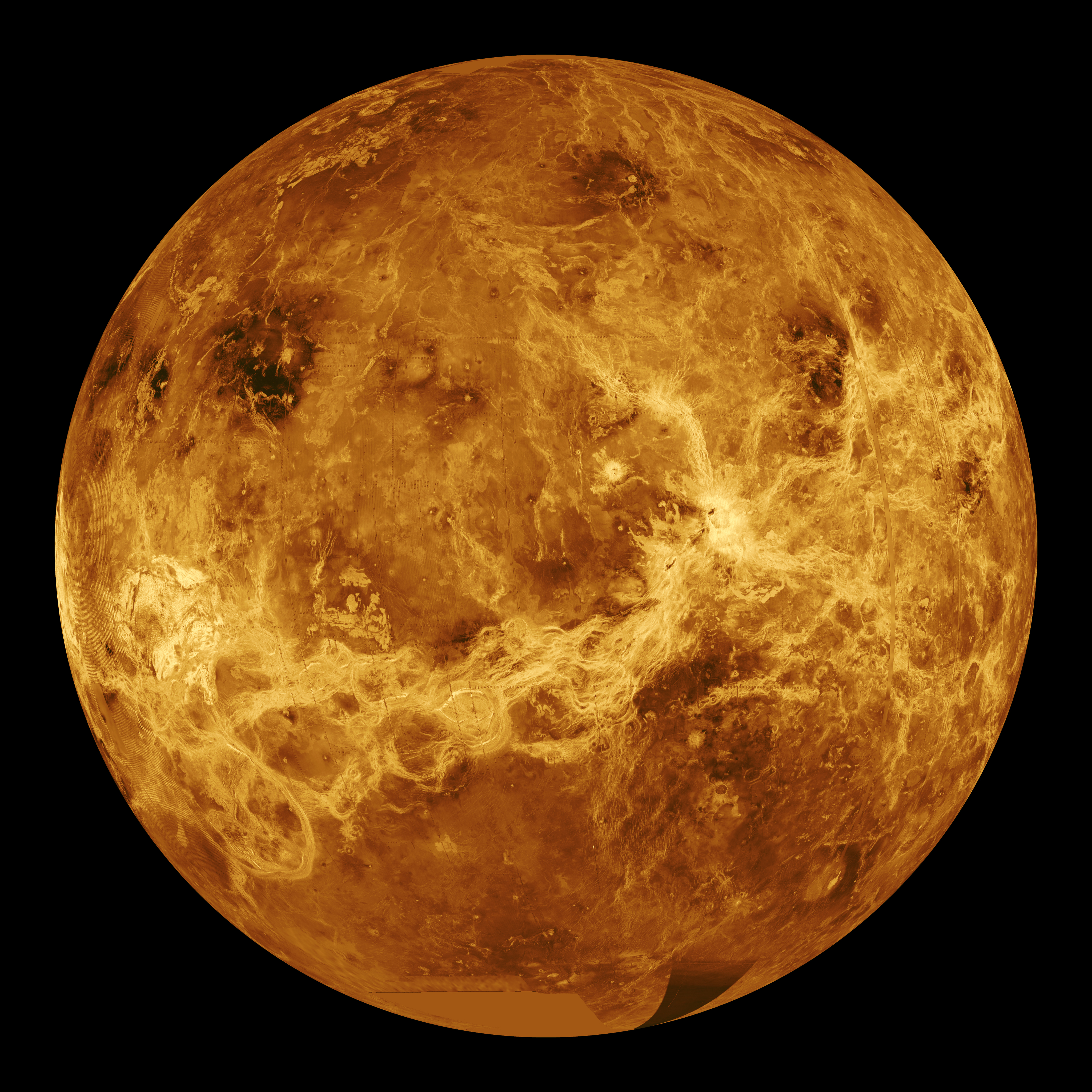
Leefbare versie van de planeet Venus (door Daein Ballard)

De mogelijkheid van het voorkomen van leven op Venus wordt vanaf de jaren vijftig uitgesloten geacht. Venus staat veel dichter bij de zon dan de Aarde en de temperaturen op de oppervlakte liggen, ook door het extreme broeikaseffect van de atmosfeer, veel te hoog om leven zoals wij dat kennen, te huisvesten.

## Historische visies
Over de mogelijkheid van leven op Venus is veel minder gespeculeerd dan over leven op Mars. In 1870 sloot de Britse astronoom Richard Proctor het bestaan van leven op Venus niet uit. De gebieden rond de evenaar zouden volgens hem wel veel te heet zijn, maar hij veronderstelde dat bij de polen leven zou kunnen voorkomen. De Zweedse chemicus Svante Arrhenius (Nobelprijs voor de Scheikunde, 1903) beschreef Venus in 1918 als een natte groene planeet, waarop het leven vergelijkbaar zou zijn met de periode van het Carboon op Aarde.
Vanaf eind jaren vijftig werd duidelijk dat er op Venus een extreem klimaat heerst, met een uit de hand gelopen broeikaseffect dat zorgt voor een temperatuur van rond de 500°C aan de oppervlakte. In de atmosfeer komen wolken van zwavelzuur voor en de luchtdruk aan de oppervlakte is 90 bar, ongeveer 90 maal zo hoog als op Aarde. In dergelijke omstandigheden werd de mogelijkheid van leven op Venus volstrekt uitgesloten.

## Recente speculaties
Ondanks de eenstemmigheid over het huidige levensonvriendelijke klimaat op Venus zijn er in de laatste jaren twee hypothesen geopperd over leven op Venus.

### Ontstaan leven in wolkendek
In 2002 opperden twee wetenschappers, Dirk Schulze-Makuch en Louis Irwin, op de Europese astrobiologieconferentie in Graz dat het wolkendek in de atmosfeer van Venus chemische componenten bevat die mogelijk wijzen op een vorm van biologische activiteit. Uit data van vroegere missies naar Venus blijkt dat zowel H2S als SO2 aanwezig zijn, twee gassen die met elkaar reageren in een aflopende reactie. Dit betekent dat deze twee gassen onmogelijk samen kunnen bestaan, tenzij er iets is dat ze produceert. Eveneens stelde men vast dat de atmosfeer nauwelijks CO bevatte, ondanks het hevige broeikaseffect en blikseminslagen. Er moet een mechanisme zijn dat het CO omzet in een ander molecuul.
Een speculatieve theorie is het bestaan van microbieel leven in het wolkendek van Venus. Toekomstige missies naar Venus moeten onderzoek doen naar dit voorkomen. Dit microbieel leven heeft dan een verschillend metabolisme dan dat op aarde, gebaseerd op CO en SO2. Het is mogelijk ontstaan toen de temperatuur op Venus veel lager was. De zon was toen namelijk veel koeler en het zonlicht was veel minder intens. Er waren mogelijk ooit oceanen op Venus, waarin leven kan zijn ontstaan. Toen de zon meer warmte begon af te geven en het broeikaseffect heviger werd, kan dit leven zich hebben aangepast en zich in het wolkendek, waar de temperaturen nu nog steeds gematigd zijn, in stand hebben gehouden.
Dit microbieel leven zou bestand zijn tegen gevaarlijke uv-straling van de zon. Venus heeft geen ozonlaag, die de gevaarlijke uv-straling van de zon tegenhoudt. Om zich tegen deze straling te beschermen, zou eventueel leven op Venus zich hebben aangepast. Schulze-Makuch en Irwin hebben de mogelijkheid onderzocht op een natuurlijk chemisch 'zonnescherm', gebaseerd op zwavel.

### Aards leven afkomstig van Venus?
In 1997 publiceerde de planetoloog David Grinspoon een boek met de titel Venus Revealed, waarin hij opperde dat Venus in de begintijd van het zonnestelsel een veel vriendelijker klimaat had voor het ontstaan van leven dan de Aarde en Mars. Hij sloot niet uit dat het aardse leven op Venus was ontstaan. Ook liet hij de mogelijkheid open dat er nu op Venus een vorm van leven voorkomt die niet op koolstof is gebaseerd. De aardse missies naar Venus zouden op die manier weleens heel ironisch kunnen aandoen.
Vroeger zou er zowel op Venus, de Aarde als Mars weleens in poelen van organische elementen leven ontstaan kunnen zijn zoals we het vandaag op de aarde kennen. Er zijn theorieën die de mogelijkheid niet uitsluiten dat door meteorietinslagen materie van de ene planeet naar de andere kan reizen. Zo zou het mogelijk kunnen zijn dat het leven niet op Aarde ontstaan is, maar dat de Aarde “besmet” is geraakt, zoals de panspermie-theorie beschrijft.
Welke planeet bood de beste condities toen de planeten nog zeer jong waren? Het lijkt dat het antwoord op die vraag Venus is. In de 4,5 miljard jaar dat onze zon bestaat, is ze steeds warmer geworden. Toen de zon en de planeten nog heel jong waren, was het zonlicht ongeveer 40% minder sterk dan nu, dat wil zeggen dat het op Aarde en op Mars waarschijnlijk te koud was. Maar Venus kon in die tijd weleens gematigde temperaturen gekend hebben. Als er zich ooit leven gevormd heeft op Venus dan moet het de Aarde zeer vroeg “besmet” hebben, want onderzoek heeft uitgewezen dat er op de aarde al zeker 3,8 miljard jaar geleden leven voorkwam. Naarmate de zon steeds meer warmte afgaf, zou het broeikaseffect op Venus steeds sterker worden, waaraan het leven zich aangepast zou moeten hebben.
Ook deze theorie is slechts in geringe mate gebaseerd op wetenschappelijke inzichten. Toekomstige missies zullen uitsluitsel moeten brengen.

## Vroeger klimaat mogelijk gunstiger
Onderzoek met recente computermodellen gaf in 2016 aan, dat Venus in de eerste twee miljard jaar van zijn bestaan mogelijk inderdaad een koeler klimaat heeft gekend. De Pioneer Venusmissie vond mogelijke aanwijzingen van een opgedroogde oceaan. Door de felle zonnestraling verdampte het water. De uv-straling brak de watermoleculen af, waarna waterstof naar de ruimte ontsnapte. Door het ontbreken van water aan het oppervlak ontstond een broeikaseffect. De onderzoekers combineerden gegevens van Pioneer Venus 1 en 2 met radarmetingen door Magellan. Vervolgens simuleerden ze water in de laaglanden. De lange rotatietijd zorgde voor een warm oppervlak, waardoor water verdampte dat een dicht wolkendek veroorzaakte. Het wolkendek fungeerde in het model als schild voor de felle zonnestraling. Het resultaat was een Venusiaans klimaat dat enige graden koeler was dan het huidige op Aarde.